# جون إيفرسن
جون إيفرسن (بالدنماركية: Jon Iversen)‏ هو مخرج وممثل دنماركي، ولد في 1 ديسمبر 1889 في الدنمارك في مملكة الدنمارك، وتوفي في 17 أغسطس 1964 في كوبنهاغن في الدنمارك.

## وصلات خارجية
- جون إيفرسن على موقع IMDb (الإنجليزية)
- جون إيفرسن على موقع أول موفي (الإنجليزية)
- جون إيفرسن على موقع قاعدة بيانات الأفلام السويدية (السويدية)
- جون إيفرسن على موقع قاعدة بيانات الفيلم (الإنجليزية)
- جون إيفرسن على موقع كينوبويسك (الروسية)